# Magdalena Draugelytė-Galdikienė
Magdalena Draugelytė-Galdikienė (ur. 26 września 1891 w Bardauskai w rejonie wyłkowyskim, zm. 22 maja 1979 w Putnam w stanie Connecticut) – litewska katolicka działaczka na rzecz praw kobiet, nauczycielka i polityk. Przewodziła w latach 1919–1940 Lietuvių katalikių moterų draugija (LKMD), największej organizacji kobiecej w międzywojennej Litwie. Była posłem na Sejm Ustawodawczy Litwy (1920–1922), a następnie posłem na Sejm Litwy I, II i III kadencji (1922–1926). Po II wojnie światowej podróżowała po Europie (mieszkając m.in. w RFN, Szwajcarii i Francji), a w 1952 roku wyemigrowała do Stanów Zjednoczonych, gdzie poświęciła się wspieraniu, promocji i zachowaniu sztuki swojego męża malarza Adomasa Galdikasa, z którym wzięła ślub w 1917 roku.